# ノーザンリーグ
ノーザンリーグ（Northern League）はアメリカ合衆国中西部からカナダにかけて活動していたプロ野球独立リーグ。

## 概要
1993年からリーグ戦を開始。
1999年、別の独立リーグであったノースイースト・リーグと合併。それに伴い、ノーザンリーグはノーザンリーグ・セントラル、ノースイースト・リーグはノーザンリーグ・イーストとなり、2つの地区でリーグ戦を行い、地区優勝したチーム同士がリーグ優勝をかけて戦った。
2002年のリーグ戦終了後、ノーザンリーグ・イーストは再びノースイースト・リーグとして独立。ノーザンリーグ・セントラルも従来のノーザンリーグへとリーグ名を戻した。
ノースイースト・リーグは、2005年にカナディアン・アメリカン・リーグとなる。
2011年、ノーザンリーグはユナイテッドリーグ・ベースボール、ゴールデンベースボールリーグと合併し、ノース・アメリカン・リーグとなった。

## リーグ構成球団

### リーグ解散時のチーム
| チーム名                               | 英語表記                 | 参加年 | 本拠地                   | 備考                                                                                        |
| -------------------------------------- | ------------------------ | ------ | ------------------------ | ------------------------------------------------------------------------------------------- |
| ウィニペグ・ゴールドアイズ             | Winnipeg Goldeyes        | 1993   | マニトバ州ウィニペグ     | →アメリカン・アソシエーションへ移籍 1993のチーム名はロチェスター・エイセス                  |
| カンザスシティ・ティーボーンズ         | Kansas City T-Bones      | 1993   | カンザス州カンザスシティ | →アメリカン・アソシエーションへ移籍 1993 – 2002のチーム名はダルース・スペリオル・デュークス |
| シャンバーグ・フライヤーズ             | Schaumburg Flyers        | 1993   | イリノイ州シャンバーグ   | 1993 – 1998のチーム名はサンダーベイ・ウィスキージャックス                                   |
| ファーゴ・ムーアヘッド・レッドホークス | Fargo-Moorhead Redhawks  | 1996   | ノースダコタ州ファーゴ   | →アメリカン・アソシエーションへ移籍                                                         |
| ゲーリー・サウスショア・レイルキャッツ | Gary SouthShore RailCats | 2002   | インディアナ州ゲーリー   | →アメリカン・アソシエーションへ移籍                                                         |
| ジョリエット・ジャックハンマーズ       | Joliet JackHammers       | 2002   | イリノイ州ジョリエット   | →フロンティアリーグへ移籍                                                                   |
| レイクカウンティ・フィールダーズ       | Lake County Fielders     | 2010   | イリノイ州ザイオン       | →ノース・アメリカン・リーグへ移籍                                                           |
| ロックフォード・リバーホークス         | Rockford RiverHawks      | 2010   | イリノイ州ラブズパーク   | →フロンティアリーグへ移籍 1993 – 2009はフロンティアリーグに所属                             |

### 過去に加盟していたチーム
ノーザンリーグ（ノーザンリーグ・セントラル）
| チーム名                           | 英語表記                  | 参加年 | 脱退年 | 本拠地                                        | 備考                                      |
| ---------------------------------- | ------------------------- | ------ | ------ | --------------------------------------------- | ----------------------------------------- |
| ロチェスター・エイセス             | Rochester Aces            | 1993   | 1993   | ミネソタ州ロチェスター                        | →ウィニペグ・ゴールドアイズに名称変更     |
| サンダーベイ・ウィスキージャックス | Thunder Bay Whiskey Jacks | 1993   | 1998   | オンタリオ州サンダーベイ                      | →シャンバーグ・フライヤーズに名称変更     |
| ダルース・スペリオル・デュークス   | Duluth-Superior Dukes     | 1993   | 2002   | ミネソタ州ダルース ウィスコンシン州スペリオル | →カンザスシティ・ティーボーンズに名称変更 |
| スーシティ・エクスプローラーズ     | Sioux City Explorers      | 1993   | 2005   | アイオワ州スーシティ                          | →アメリカン・アソシエーションへ移籍       |
| スーフォールズ・カナリーズ         | Sioux Falls Canaries      | 1993   | 2005   | サウスダコタ州スーフォールズ                  | →アメリカン・アソシエーションへ移籍       |
| セントポール・セインツ             | St. Paul Saints           | 1993   | 2005   | ミネソタ州セントポール                        | →アメリカン・アソシエーションへ移籍       |
| マディソン・ブラックウルフ         | Madison Black Wolf        | 1996   | 2000   | ウィスコンシン州マディソン                    | →リンカーン・ソルトドッグスに名称変更     |
| リンカーン・ソルトドッグス         | Lincoln Saltdogs          | 2001   | 2005   | ネブラスカ州リンカーン                        | →アメリカン・アソシエーションへ移籍       |
| エドモントン・クラッカーキャッツ   | Edmonton Cracker-Cats     | 2005   | 2007   | アルバータ州エドモントン                      | →ゴールデンベースボールリーグへ移籍       |
| カルガリー・ヴァイパーズ           | Calgary Vipers            | 2005   | 2007   | アルバータ州カルガリー                        | →ゴールデンベースボールリーグへ移籍       |

ノースイースト・リーグ（ノーザンリーグ・イースト）
| チーム名                                   | 英語表記                    | 参加年 | 脱退年 | 本拠地                             | 備考                                                                    |
| ------------------------------------------ | --------------------------- | ------ | ------ | ---------------------------------- | ----------------------------------------------------------------------- |
| マサチューセッツ・マッドドッグス           | Massachusetts Mad Dogs      | 1999   | 1999   | マサチューセッツ州リン             | 2002にバークシャー・ブラックベアーズとして復帰                          |
| ウォーターバリー・スピリット               | Waterbury Spirit            | 1999   | 2000   | コネチカット州ウォーターバリー     | 2003にノースショア・スピリットとしてノースイースト・リーグに復帰        |
| アディロンダック・ランバージャックス       | Adirondack Lumberjacks      | 1999   | 2002   | ニューヨーク州グレンズフォールズ   | →バンゴー・ランバージャックスに名称変更し、ノースイースト・リーグへ移籍 |
| オールバニ・コロニー・ダイヤモンドドッグス | Albany-Colonie Diamond Dogs | 1999   | 2002   | ニューヨーク州コロニー             |                                                                         |
| アレンタウン・アンバサダーズ               | Allentown Ambassadors       | 1999   | 2002   | ペンシルベニア州アレンタウン       |                                                                         |
| エルマイラ・パイオニアーズ                 | Elmira Pioneers             | 1999   | 2002   | ニューヨーク州エルマイラ           | →ノースイースト・リーグへ移籍                                           |
| ケベック・キャピタルズ                     | Québec Capitales            | 1999   | 2002   | ケベック州ケベック                 | →ノースイースト・リーグへ移籍                                           |
| ニュージャージー・ジャッカルズ             | New Jersey Jackals          | 1999   | 2002   | ニュージャージー州リトルフォールズ | →ノースイースト・リーグへ移籍                                           |
| キャッツキル・クーガーズ                   | Catskill Cougars            | 2000   | 2000   | ニューヨーク州キャッツキル         |                                                                         |
| バークシャー・ブラックベアーズ             | Berkshire Black Bears       | 2002   | 2002   | マサチューセッツ州ピッツフィールド | →ノースイースト・リーグへ移籍                                           |
| ブロックトン・ロックス                     | Brockton Rox                | 2002   | 2002   | マサチューセッツ州ブロックトン     | →ノースイースト・リーグへ移籍                                           |

## 歴代優勝チーム
- 1993年 セントポール・セインツ
- 1994年 ウィニペグ・ゴールドアイズ
- 1995年 セントポール・セインツ
- 1996年 セントポール・セインツ
- 1997年 ダルース・スペリアー・デュークス
- 1998年 ファーゴ・ムーアヘッド・レッドホークス
- 1999年 オールバニー・コロニー・ダイヤモンドドッグス
- 2000年 アディロンダック・ランバージャックス
- 2001年 ニュージャージー・ジャッカルズ
- 2002年 ニュージャージー・ジャッカルズ
- 2003年 ファーゴ・ムーアヘッド・レッドホークス
- 2004年 セントポール・セインツ
- 2005年 ゲーリー・サウスショア・レイルキャッツ
- 2006年 ファーゴ・ムーアヘッド・レッドホークス
- 2007年 ゲーリー・サウスショア・レイルキャッツ
- 2008年 カンザスシティ・ティーボーンズ
- 2009年 ファーゴ・ムーアヘッド・レッドホークス
- 2010年 ファーゴ・ムーアヘッド・レッドホークス

## 日本からの資本参加
2004年4月、アメリカで野球学校「インターナショナル・ベースボール・アカデミー」を経営する三沢博明とIT企業社長の樋口直人がカルガリーに設立した会社に対し、リーグはチームのフランチャイズを与えた。彼らは「カルガリー・フォース」という名前の新球団を設立し、日本からも選手を集めた上で2005年から加盟する予定であった。2004年10月には大阪の万博公園野球場でトライアウトも実施している。
この「カルガリー・フォース」の顧問には江本孟紀が就任する予定となっており、三沢と樋口はこの球団の経営と連動して日本でも独立リーグの日本独立リーグを設立・運営する構想を持っていた。これらの動きに呼応して、リーグも2005年度のウィンターミーティングを2004年10月に東京で開催した。
しかし、彼らがリーグに約束した本拠地スタジアムの改修（工費は1000万ドル）をはじめとする具体的な動きがなく、2004年12月の段階でも最小限のスタッフしかいなかった。このため、リーグは二人の会社に与えたフランチャイズを取り消し、地元の経営者にチームを委ねることになった。チームは2005年にカルガリー・ヴァイパーズとして発足した。上記のトライアウトの報道では10人程度を合格させるとされていたが、合格者のその後については不明である。

## 日本人選手
投手
- 西口文也（スーシティ・エクスプローラーズ、1995） ※西武ライオンズからの野球留学
- 富岡久貴（スーシティ・エクスプローラーズ、1995） ※西武ライオンズからの野球留学
- 脇田善旨（アディロンダック・ランバージャックス、1999）
- 広瀬保志（ウィニペグ・ゴールドアイズ、2001）
- 竹岡和宏（セントポール・セインツ、2003）
- 西山道隆（ウィニペグ・ゴールドアイズ、2004）
- 長坂秀樹（リンカーン・ソルトドッグス、2004-2005）
- 小林亮寛（カルガリー・ヴァイパーズ、2006）
- 矢野英司（シャンバーグ・フライヤーズ、2007）

捕手
- 谷口弘典（スーフォールズ・カナリーズ、1997）
- 藤本博史（カンザスシティ・ティーボーンズ、2004）

内野手
- 宮﨑一彰（アディロンダック・ランバージャックス、1999）

外野手
- 池田豪（アディロンダック・ランバージャックス、1999）
- 根鈴雄次（セントポール・セインツ、2001）
- 山内浩史（アディロンダック・ランバージャックス、2002)
- 河野和洋（セントポール・セインツ、2003）
- 佐々寿一（ゲーリー・サウスショア・レイルキャツ、2007）